# Alex Riberas
Alex Riberas (Barcellona, 27 gennaio 1994) è un pilota automobilistico spagnolo, pilota GT del marchio Aston Martin.
Nel 2015 ha vinto la 12 Ore di Sebring nella classe GTD.

## Carriera
Come molti suoi coetanei, Riberas ha iniziato la sua carriera in Karting entrando nel 2009 nel programma junior del Circuito di Barcellona-Catalogna per poi passare nel 2020 alle corse in monoposto correndo nella Eurocup Formula Renault 2.0. Nel 2012 ha preso parte al ultimo round del Campionato Europeo F3 Open ottenendo un doppio podio.
Nel 2013 passa alle corse di Gran Turismo, partecipando alla Porsche Carrera Cup tedesca e l'anno seguente entra nel programma Junior della Porsche. L'anno seguente esordisce nel Campionato United SportsCar perdendo parte  anche alla sua prima 24 Ore di Daytona. Nel 2015 ha ottenuto la vittoria nella classe GTD della 12 Ore di Sebring sempre con il marchio tedesco, Porsche.
Nel 2018 ha esordito nella 24 Ore di Spa guidando con l'Audi R8 LMS. Mentre nel 2020 entra tra i piloti GT della Aston Martin.
Nel 2023 Riberas esordisce nel Campionato del mondo endurance correndo con l'Aston Martin Vantage AMR del team Northwest AMR, perdendo parte anche alla 24 Ore di Le Mans 2023 dove finisce sesto. Nella serie ottiene il terzo posto di classe durante la 8 Ore del Bahrain. Nello stesso anno prende parte alla 24 Ore di Daytona 2023 ottenendo il suo miglior risultato nella corsa statunitense arrivando sesto. La stagione seguente rimane nella serie guidano la nuova Vantage GT3 Evo. Nella prima gara stagionale, la 1812 km del Qatar, ottiene un ottimo secondo posto.
Nel 2025 rimase legato al team Heart of Racing Team salendo nella Hypercar con la nuova Aston Martin Valkyrie-LMH.

## Risultati

### WEC
| Anno    | Squadra                | Classe   | Vettura                      | SEB | ALG | SPA | LMS | MON | FUJ | BHR |     | Punti | Pos. |
| ------- | ---------------------- | -------- | ---------------------------- | --- | --- | --- | --- | --- | --- | --- | --- | ----- | ---- |
| 2023    | Northwest AMR          | LMGTE Am | Aston Martin Vantage AMR     |     |     | 7   | 6   |     | 7   | 3   |     | 51    | 9º   |
| Anno    | Squadra                | Classe   | Vettura                      | QAT | IMO | SPA | LMS | SÃO | COA | FUJ | BHR | Punti | Pos. |
| 2024    | Heart of Racing Team   | LMGT3    | Aston Martin Vantage GT3 Evo | 2   | 5   | 11  | Rit | 2   | 1   | 9   | 11  | 83    | 5º   |
| Anno    | Squadra                | Classe   | Vettura                      | QAT | IMO | SPA | LMS | SÃO | COA | FUJ | BHR | Punti | Pos. |
| 2025    | Aston Martin THOR Team | Hypercar | Aston Martin Valkyrie        | 17  | 17  | 14  | 11  | 13  |     |     |     | 0*    |      |
| Legenda |                        |          |                              |     |     |     |     |     |     |     |     |       |      |

* Stagione in corso.

### 24 Ore di Daytona
| Anno | Team                           | Co-piloti                                    | Auto                         | Classe  | Giri | Pos. | Class Pos. |
| ---- | ------------------------------ | -------------------------------------------- | ---------------------------- | ------- | ---- | ---- | ---------- |
| 2014 | Alex Job Racing / Team Seattle | Mario Farnbacher Marco Holzer Ian James      | Porsche 911 GT America       | GTD     | 639  | 34º  | 15º        |
| 2015 | Alex Job Racing / Team Seattle | Mario Farnbacher Ian James                   | Porsche 911 GT America       | GTD     | 233  | Rit  | Rit        |
| 2016 | Alex Job Racing / Team Seattle | Mario Farnbacher Ian James Wolf Henzler      | Porsche 911 GT3 R            | GTD     | 700  | 22º  | 8º         |
| 2019 | Moorespeed                     | Andrew Davis Will Hardeman Marcus Winkelhock | Audi R8 LMS                  | GTD     | 555  | 30º  | 11º        |
| 2020 | Heart of Racing Team           | Roman De Angelis Ian James Nicki Thiim       | Aston Martin Vantage AMR GT3 | GTD     | 151  | Rit  | Rit        |
| 2022 | Heart of Racing Team           | Ross Gunn Maxime Martin                      | Aston Martin Vantage AMR GT3 | GTD Pro | 103  | Rit  | Rit        |
| 2023 | Heart of Racing Team           | David Pittard Ross Gunn                      | Aston Martin Vantage AMR GT3 | GTD Pro | 716  | 36º  | 7º         |

### 24 Ore di Le Mans
| Anno | Team                   | Co-piloti                       | Auto                          | Classe   | Giri | Pos. | Class Pos. |
| ---- | ---------------------- | ------------------------------- | ----------------------------- | -------- | ---- | ---- | ---------- |
| 2023 | Northwest AMR          | Ian James Daniel Mancinelli     | Aston Martin Vantage GT3 Evo  | GTE Am   | 310  | 33º  | 6º         |
| 2024 | Heart of Racing Team   | Ian James Daniel Mancinelli     | Aston Martin Vantage GT3 Evo  | LMGT3    | 196  | Rit  | Rit        |
| 2025 | Aston Martin THOR Team | Roman De Angelis Marco Sørensen | Aston Martin Valkyrie AMR-LMH | Hypercar | 383  | 12°  | 12°        |

### 24 Ore di Spa
| Anno | Team                        | Co-piloti                       | Auto                         | Classe | Giri | Pos. | Class Pos. |
| ---- | --------------------------- | ------------------------------- | ---------------------------- | ------ | ---- | ---- | ---------- |
| 2018 | Audi Sport Team WRT         | Christopher Mies Dries Vanthoor | Audi R8 LMS                  | Pro    | 456  | 40º  | 21º        |
| 2019 | Audi Sport Team WRT         | Frank Stippler Dries Vanthoor   | Audi R8 LMS                  | Pro    | 358  | 25º  | 21º        |
| 2022 | Heart of Racing w/ TF Sport | Charlie Eastwood Ross Gunn      | Aston Martin Vantage AMR GT3 | Pro    | 497  | 38º  | 17º        |